# Żechaliszki
Żechaliszki (lit. Žagališkės) − wieś na Litwie, w gminie rejonowej Soleczniki, 4 km na wschód od Ejszyszek, zamieszkana przez 11 ludzi. Przed II wojną światową w Polsce, w powiecie lidzkim województwa nowogródzkiego.